# NGC 27
NGC 27 je spirální galaxie vzdálená od nás zhruba 292 milionů světelných let nacházející se v souhvězdí Andromedy. Leží velice blízko hvězdy Alpheratz (α And).